# Prosoplus cylindricus
Prosoplus cylindricus là một loài bọ cánh cứng trong họ Cerambycidae.